# Mekongina erythrospila
Mekongina erythrospila és una espècie de peix cipriniforme de la família dels ciprínids.

## Morfologia
- Els mascles poden assolir 45 cm de longitud total.[3][4]

## Hàbitat
És un peix d'aigua dolça i de clima tropical.

## Distribució geogràfica
Es troba a Àsia: conca del riu Mekong.

## Ús comercial
És venut fresc i, de vegades, assecat o salat.